# Uwe Blaurock
Uwe Blaurock (* 4. Februar 1943 in München) ist ein deutscher Rechtswissenschaftler.

## Leben
Blaurock studierte Rechtswissenschaften an den Universitäten Würzburg und Freiburg/Breisgau. Seine juristischen Staatsexamina legte er 1967 und 1971 ab. 1970 wurde er an der Albert-Ludwigs-Universität Freiburg promoviert. Er war Assistent bei Ernst von Caemmerer und habilitierte sich in Freiburg 1977 für die Fächer Bürgerliches Recht, Handels- und Wirtschaftsrecht und Steuerrecht. Nach einer Lehrstuhlvertretung an der Universität Trier war Blaurock von 1978 bis 1983 Ordentlicher Professor an der Universität Gießen und von 1983 bis 1995 an der Universität Göttingen. Von 1988 bis 1995 war er zudem deutscher Direktor des Deutsch-chinesischen Instituts für Rechtswissenschaft an der Universität Nanjing (VR China). Seit 1995 ist er Ordentlicher Professor an der Albert-Ludwigs-Universität Freiburg und war dort von 1995 bis 2011 Direktor des Instituts für Wirtschaftsrecht. Von 2002 bis 2004 war er Dekan der Rechtswissenschaftlichen Fakultät. 2011 wurde er emeritiert.
Von 1978 bis 1995 war Blaurock Generalsekretär und von 1998 bis 2005 Präsident der Gesellschaft für Rechtsvergleichung. Seit 1999 ist er Concurrent Professor an der Universität Nanjing und war von 2001 bis 2018 Präsident der Deutsch-chinesischen Juristenvereinigung. Blaurock ist Mitglied der Internationalen Akademie für Rechtsvergleichung (Den Haag/Paris) und dort Präsident der nord- und mitteleuropäischen Ländergruppe. Von 2010 bis 2016 war er Mitglied des Schiedsgerichtshofs der Deutsch-türkischen Industrie- und Handelskammer in Istanbul. Blaurock ist Mitherausgeber der Zeitschrift für Europäisches Privatrecht (ZEuP) sowie mehrerer Schriftenreihen.
Seine Hauptarbeitsgebiete sind Gesellschaftsrecht, Europäisches Privatrecht, deutsches und europäisches Wirtschaftsrecht sowie Rechtsvergleichung.
Schüler von Blaurock sind Axel Beater, Peter Jung und Philipp Lamprecht.

## Werke (Auswahl)
- Unterbeteiligung und Treuhand an Gesellschaftsanteilen, 1981, 435 S. (ISBN 3-7890-0683-1)
- Handbuch Stille Gesellschaft, 9. Aufl. 2020, LIX+1088 S. (ISBN 978-3-504-33528-1)
- Die Factoring-Zession, ZHR 142 (1978) 325 – 341
- Übernationales Recht des internationalen Handels, ZEuP 1993, 247 – 267
- Europäisches Privatrecht, JZ 1994, 270 – 276
- Deutsches und europäisches Gesellschaftsrecht, ZEuP 1998, 460 – 483
- Steps Toward a Uniform Corporate Law in the European Union, 31 Cornell International Law Journal 377 – 393 [1998]
- Verbraucherkredit und Verbraucherleitbild in der Europäischen Union, JZ 1999, 801 – 809
- Lex mercatoria und Common Frame of Reference, ZEuP 2007, 118 – 129
- Verantwortlichkeit von Ratingagenturen – Steuerung durch Privat- oder Aufsichtsrecht?, ZGR 2007, 603 – 653
- Regelbildung und Grenzen des Rechts – das Beispiel der Finanzkrise, JZ 2012, 226 – 234